# Gregorio Carafa
Pour les articles homonymes, voir Carafa.
Pour les autres membres de la famille, voir Famille Carafa.
Gregorio Carafa, né le 17 mars 1615 à Caulonia et mort le 21 juillet 1690 à La Valette, est un religieux catholique italien du XVIIe siècle, qui fut archevêque de Salerne et le 62e grand maître des Hospitaliers de l'ordre de Saint-Jean de Jérusalem.

## Biographie
Né à Castelvetere, en Calabre, Gregorio Carafa est en réalité originaire de Naples : issu des princes de Roccella, il appartient à l'une des grandes familles nobles de la cité parthénopéenne, celle des Carafa, qui compte parmi ses ancêtres des personnalités telles que le pape Paul IV (Gian Pietro Carafa, 1476-1559) et possède de nombreux fiefs en Calabre. À la fin du XIVe siècle, un autre Carafa, Bartolomeo Carafa della Spina, avait été anti-grand-maître de l'ordre de Saint-Jean de Jérusalem.
Entré de minorité au service de l'ordre de Saint-Jean de Jérusalem (dès 1615), Gregorio Carafa se fait remarquer par ses qualités militaires : il est nommé général de la flotte de l'ordre en 1654 et, deux ans plus tard, il commande le contingent maltais victorieux lors de la bataille des Dardanelles. À Malte, il se distingue également comme un grand protecteur des arts et un promoteur de grands chantiers : il protège le peintre Mattia Preti, principal peintre napolitain de la seconde moitié du XVIIe siècle, originaire comme lui de Calabre et qui s'installe à Malte, il commande la décoration ou la reconstruction de plusieurs édifices comme l'église de l'hôpital du Saint-Esprit ou l'auberge d'Italie à La Valette. Il fait également restructurer les fortifications de la ville par Carlos de Grunenbergh. À sa mort en 1690, il est enterré dans un fastueux monument funéraire en marbres polychromes dans la chapelle de la langue d'Italie à l'intérieur de la co-cathédrale Saint-Jean.

## Sources bibliographiques
- Bertrand Galimard Flavigny, Histoire de l'ordre de Malte, Paris, Perrin, 2005  (ISBN 2-262-02115-5)